# Nuevo Cuscatlán
Nuevo Cuscatlán è un comune del dipartimento di La Libertad, in El Salvador.